# Бродище
Броди́ще (бел. Брадзішча) — деревня в составе Вязьевского сельсовета Осиповичского района Могилёвской области Белоруссии.

## Географическое положение
Расположено в 13 км на юго-восток от Осиповичей и в 4 км от ж/д станции Татарка, в 120 км от Могилёва. Через деревню пролегает короткая улица, по обеим сторонам застроенная деревянными домами.

## История
Бродище, известное уже с начала XX века, в 1907 году упоминалось в Замошской волости Бобруйского уезда Минской губернии с 11 дворами и 67 жителями. В 1917 году упоминаются уже 15 дворов с 96 жителями. С февраля по ноябрь 1918 года Бродище было оккупировано германскими войсками, с августа 1919 по июль 1920 года — польскими. В 1931 году здесь был создан колхоз имени В. И. Чапаева.
Во время Великой Отечественной войны Бродище было оккупировано немецко-фашистскими войсками с конца июня 1941 года по 29 июня 1944 года; двое жителей погибли на фронте. Находится в составе совхоза «Осиповичский».

## Население
- 1907 год — 67 человек, 11 дворов[1]
- 1917 год — 96 человек, 15 дворов[1]
- 1926 год — 94 человека, 15 дворов[1]
- 1959 год — 72 человека[1]
- 1970 год — 53 человека[1]
- 1986 год — 18 человек, 11 хозяйств[1]
- 2002 год — 14 человек, 9 хозяйств[1]
- 2007 год — 11 человек, 5 хозяйств[1]

## Комментарии
1. ↑  Название и ударение даны по: Назвы населеных пунктаў Рэспублікі Беларусь: Магілёўская вобласць: нарматыўны даведнік / І. А. Гапоненка і інш.; пад рэд. В. П. Лемцюговай. — Минск: Тэхналогія, 2007. — С. 59. — 406 с. — ISBN 978-985-458-159-0..